# Лудвиг принц Баварски
Лудвиг Хайнрих Баварски (на немски: Ludwig Heinrich Prinz von Bayern; * 14 юни 1982, Ландсберг ам Лех) от фамилията Вителсбахи (линията Пфалц-Биркенфелд-Бишвайлер), е принц на Бавария, немски инженер по информационни технологии и помощник на развиващите се страни.

## Биография
Той е най-големият син (третото дете) на принц Луитполд Баварски (* 1951) и съпругата му (морг.) Катрин Беатрикс Виганд (* 1951), дъщеря на Герд Виганд и Елен Шумахер. Женитбата им е призната за легитимна на 3 март 1999 г. Праправнук е на последния баварски крал Лудвиг III Баварски (1845 – 1921) и ерцхерцогиня Мария Тереза Австрийска-Есте (1849 – 1919). Брат е на две по-големи сестри и на двама по-малки братя, Хайнрих Рудолф (* 1986) и Карл Рупрехт (* 1987).
Лудвиг Хайнрих е признат за легитимен чрез документ от 3 март 1999 г.
Понеже днешният шеф на род Вителсбах Франц Баварски (* 1933) е бездетен, и Макс Емануел (* 1937) няма мъжки наследник, позицията им ще бъде наследена от баща му Луитполд; след това на трето място от Лудвиг Хайнрих.
Лудвиг принц Баварски расте в дворец Калтенберг и още малък е изпратен в един бенедиктински манастир в Лондон. На 16 години той основава софтуер-фирма, той програмира интернет-страници и има доста успехи с това.
По-късно той следва право в Бавария. След това той е взет от Франц Баварски, днешният шеф на фамилията Вителсбах в дворец Нимфенбург, за да се подготвя там за бъдещите му задачи. След няколко години той отива в Африка и основава там софтуер-фирма в Северна Кения с цел да обучава млади хора. По неговите думи, той е ок. десет месеца в Африка и останалите два месеца в Бавария. Освен това той е 1. ръководител на помощното общество „Hilfsvereins Nymphenburg“, което се ангажира със социални проекти за деца, особено в Източна Европа и Източна Африка.
Лудвиг Хайнрих Баварски не съобщава дали е женен и има ли връзка.